# John Durang
John Durang (6 de enero de 1768 - 31 de marzo de 1822) fue el primer nativo americano que se dio a conocer como bailarín. Se dice que era el intérprete favorito de George Washington y que era famoso por bailar la hornpipe, una animada exhibición en solitario, llamada así porque originalmente se interpretaba con música tocada en un instrumento de viento de madera conocido como hornpipe.

## Primeros años
John Durang era el mayor de siete hijos nacidos de padres que habían emigrado a los Estados Unidos desde la región de Alsacia, en el noreste de Francia, fronteriza con Alemania. Su padre, Jacob Durang, era de Estrasburgo; su madre, Catherine Arten Durang, era de Wissembourg. Poco después de su llegada en 1767, se establecieron en el condado de York, Pensilvania, en la región de habla alemana cuyos habitantes son todavía conocidos hoy como los holandeses de Pensilvania (Pennssilfaanish Deitsch).
John Durang nació en Lancaster, en la casa de la hermana de su madre, pero creció principalmente en la cercana York (alias Yorktown). Fue educado en la escuela de la Iglesia Luterana de Cristo, donde la instrucción era en alemán, complementada con francés e inglés. No tenía un entrenamiento formal en danza, pero según sus memorias, le atraía la vivacidad de la flauta, que «encantó su mente», cuando aún era un niño.
Ya en 1780, a los doce años, aprendió «el estilo correcto de bailar la hornpipe» de un bailarín francés de visita y lo convirtió en su especialidad. A los quince años dejó su casa, fue a Boston, y en 1785 se unió a la Old American Company de Lewis Hallam, donde actuó en «La Friçassée», un número cómico, y bailó la hornpipe entre actos.

## Carrera profesional
La compañía de Hallam anunciaba sus actuaciones como «conferencias», ya que las obras de teatro y los ballets estaban entonces legalmente prohibidos, y se especializaba en presentar extravagancias patrióticas. Durante su primera temporada con la compañía, Durang tomó clases de violín de un músico llamado Hoffmaster, que compuso una melodía para él que se conoció como «La hornpipe de Durang». El nombre de Hoffmaster está ausente en los registros de la época. Como era bastante bajo, menos de un metro de altura, se le describe como un «enano alemán». Su canción fue un éxito inmediato y todavía es popular entre los violinistas de bluegrass de hoy en día. Durang continuó bailando con ella durante muchos años, ya que se había convertido en su pieza principal, pero aumentó su repertorio de trompeta con otras melodías.
En 1790, bailó una hornpipe de estilo náutico en The Wapping Landlady, una pieza cómica sobre una casera amorosa y un grupo de Jack Tars. Su interpretación del número solidificó su reputación como un intérprete sin igual de la danza. La melodía de la misma se sigue considerando como The Sailor's Hornpipe «La hornpipe del marinero».

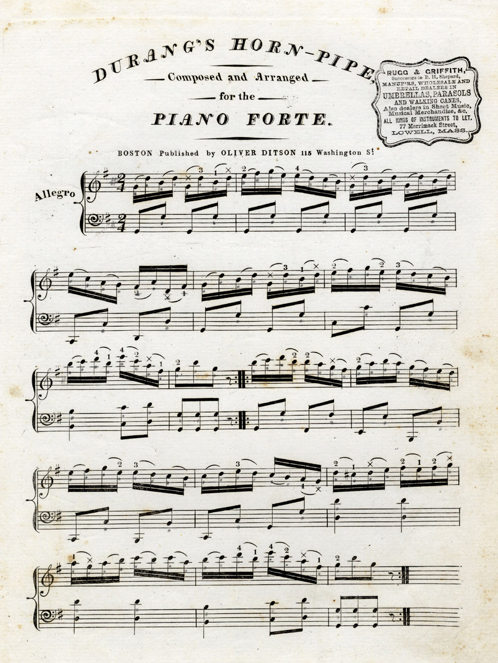
Partitura de Durang's Horn Pipe publicada por Oliver Ditson, en Washington Street, Boston del.

Por esta época, mientras se relajaban las leyes federales contra el teatro, muchos artistas europeos comenzaron a visitar los Estados Unidos. A partir de su colaboración con coreógrafos como Alexandre Placide, Jean-Baptiste Francisqui, James Byrne y William Francis, Durang adquirió habilidades en ballet clásico, actuación, esgrima, acrobacia, caminata por la cuerda floja, payasadas, pantomima, coreografía y dirección teatral. Realizó una gira con la compañía Hallam durante siete años, actuando como Saramouche en una arlequinada llamada The Touchstone, mientras bailaba e interpretaba otros papeles. En 1791, fue posiblemente el primer actor estadounidense en aparecer en el escenario con Blackface, como en personaje Viernes en una producción de Robinson Crusoe. En 1794, apareció en Tammany de Ann Julia Hatton: el jefe indio, cuyo héroe, también llamado Tamanend, fue una figura popular en la historia local. Fue una de las primeras óperas escritas en los Estados Unidos con tema americano y es el primer drama conocido sobre los nativos americanos. Poco después, Durang bailó con la conocida bailarina Anna Gardie en La Forêt Noire, el primer ballet serio dado en América.
En 1795, Durang fue contratado por John Bill Ricketts para producir pantomimas con su circo de Filadelfia. Empezó como una escuela de equitación que daba exhibiciones ecuestres, el circo se alojaba en un edificio llamado el Nuevo Anfiteatro, que incluía tanto un picadero como un escenario. Los actos ecuestres eran el corazón del circo, pero la lista de artistas también incluía payasos, bailarines cómicos, acróbatas y un equilibrista, así como actores de obras de teatro y pantomimas. Los talentos de Durang estaban hechos a medida para el trabajo. Trabajó como escritor, productor y bailarín con el Circo Ricketts, tanto en Filadelfia como en Nueva York, desde 1796 hasta 1799. Entre sus patrocinadores estaba George Washington, un entusiasta de la equitación, que se sabe que asistió a actuaciones en 1793 y 1797, cuando sin duda presenció a Durang bailando su hornpipe.
Cuando Ricketts cerró sus espectáculos, Durang se dedicó a la gestión teatral y se convirtió en socio del famoso Southwark Theater de Filadelfia, donde el presidente Washington era un frecuente mecenas. De 1800 a 1819, Durang actuó, produjo y dirigió el teatro en Filadelfia durante el invierno, mientras viajaba con su propio grupo de intérpretes a las zonas periféricas durante el verano. Entre las obras que puso en escena se encuentra el poema de Francis Hopkinson The Battle of the Kegs, un intento pionero de introducir temas estadounidenses en los escenarios de Estados Unidos. Después de casi dos décadas en el Southwark, se retiró del teatro en 1819.

## La familia y la vida posterior
En febrero de 1787, Durang se había casado con Mary McEwen, también bailarina, con quien tuvo seis hijos: Charles, Richard Ferdinand, Augustus Felix, Charlotte Elizabeth, Juliet Catherine y Mary Ann. Todos fueron entrenados como bailarines y actores en su juventud, y los seis acompañaron a su padre en giras de verano por ciudades de los alrededores de Filadelfia, donde presentó piezas de teatro, ballets, acrobacias, espectáculos de marionetas, hazañas ecuestres y la siempre popular hornpipe. Charles siguió los variados pasos de su padre como actor, maestro de ballet, autor y director de escena. Ferdinand tuvo una larga carrera como actor y bailarín, pero es mejor recordado como el músico que sugirió la melodía del poema de Francis Scott Key que finalmente se convirtió en la letra de The Star-Spangled Banner. Las hermanas Charlotte y Julia fueron ambas exitosas bailarinas y actrices. Charlotte tuvo una carrera relativamente breve, pero Julia, bajo sus nombres de casada, se hizo muy famosa. Entre 1822 y 1837, Julia Durang Godey Wallace apareció en el escenario de Nueva York en al menos sesenta y siete producciones diferentes de ballets, obras de teatro y óperas. Augusto dejó de actuar, se hizo marinero y se perdió en el mar. Mary Ann, la más joven de los hermanos, bailó en el escenario en su juventud pero luego desapareció de la vista.
Su madre, Mary McEwen Durang, también fue bailarina en alguna ocasión, pero se ocupaba principalmente de criar a sus hijos. Después de que ella muriera de tuberculosis en 1812, John Durang se casó de nuevo, pero no hay nada registrado sobre su segunda esposa excepto su nombre, Elizabeth. En sus últimos años, Durang dejó de actuar, describiéndose a sí mismo como un «instructor de baile» en sus memorias. Murió en 1822 a la edad de cincuenta y cuatro años y, según sus deseos expresos, fue enterrado en el cementerio de Saint Mary's en Filadelfia, en el lado alemán.